# Нил Армстронг
Нил Олден Армстронг (енгл. Neil Alden Armstrong; Вапаконета, 5. август 1930 — Синсинати, 25. август 2012) био је амерички астронаут и први човек који је ступио на тлo Месеца (1969). Он је исто тако био аерокосмички инжењер, морнарички пилот, пробни пилот, и универзитетски професор. Пре него што је постао астронаут, Армстронг је био официр у Америчкој ратној морнарици и служио је у Корејском рату (1950—1953), где је извршио 78 борбених летова. Након рата, он је завршио факултет на Универзитету Пердју и служио је као тест пилот при Националном саветодавном комитету за аеронаутику (NACA) у постави за летове високе брзине, где је обавио преко 900 летова. Касније је завршио постдипломске студије на Универзитету Јужне Калифорније.
Као припадник програма Man in Space Soonest и X-20 Dyna-Soar свемирских летилица са људском посадом Америчког ратног ваздухопловства, Армстронг се придружио астронаутском корпусу 1962. године. Направио је свој први свемирски лет као командни пилот летилице Џемини 8 марта 1966, чиме је постао први цивилни астронаут агенције NASA који је летео у свемиру. Он је извршио прво пристајање две свемирске летилице, са пилотом Дејвидом Скотом. Ова је мисија прекинута након што је Армстронг искористио део њиховог горива за повратак, како би спречио опасни спин узрокован заглављеним потискивачем, у првом хитном случају у свемирском лету.
Армстронгов други и задњи свемирски лет је био као заповедник летилице Аполо 11, првом мисијом слетања на Месец с људском посадом у јулу 1969. Армстронг и пилот лунарног модула Баз Олдрин спустили су се на површину Месеца и провели два и по сата изван летилице, док је Мајкл Колинс остао у орбити око Месеца у командно-сервисном модулу Апола. Заједно са Колинсом и Олдрином, Армстронг је награђен Председничком медаљом слободе коју је доделио председник Ричард Никсон. Председник Џими Картер уручио Армстронгу Конгресну свемирску медаљу части 1978. године. Армстронг и његови бивши чланови посаде примили су Конгресну златну медаљу 2009. године.
Армстронг је умро у Синсинатију у Охају 25. августа 2012, у својој 83. години живота, услед компликација операције бајпаса коронарне артерије.

## Рана младост, образовање и војна служба
Армстронг је рођен 5. августа 1930. године у Вапаконети, Охајо, од оца Стивена Кенига Армстронга (1907—1990) и мајке Вајоле Луиз Армстронг (рођене Енгел; 1907—1990). Рођен је у породици немачког, шкотског и алстерског порекла. Често се као мали са породицом селио широм савезне државе Охајо због очеве службе. До 1944. живео је у 16 градова. У родној Вапаконети је постао Eagle Scout, што је највиши чин у Младим извиђачима САД, и завршио средњу школу 1947. године, а годину дана раније, на свој 16. рођендан, извео је први соло лет и стекао пилотску дозволу, чак и пре него возачку дозволу. Од ране младости је био заинтересован за авијацију и бавио се авиомоделарством.
По завршетку средње школе, био је примљен на Масачусетски технолошки институт (МИТ), али се по савету јединог инжењера којег је познавао „да не мора ићи чак у Кембриџ, Масачусетс да би стекао добро образовање“ ипак одлучио за стипендију Америчке морнарице и студије на Универзитету Пердју. Током студија регрутован је у активну службу морнарице, 1949. године. Након пилотске обуке, у августу 1950. постао је морнарички пилот, и убрзо је послат да се бори у Корејском рату. Учествовао је у 78 борбених летова, забележивши 121 сат у ваздуху. У септембру 1951. је био погођен непријатељском ватром и био приморан да се катапултира. Из рата је изашао као носилац неколико одликовања, а у августу 1952. године је напустио активну службу, ступио у резерву (из које се октобра 1960. повукао као поручник корвете) и вратио на студије. Дипломирао је као инжењер ваздухопловне технике (1955).

## Пробни пилот
По дипломирању, распоређен је у Центар за истраживање „Либајс“ при НАСА-и, Охајо, марта 1955. У јулу 1955. бива пребачен у Летачко-опитни центар у Ваздухопловној бази Едвардс, Калифорнија (који данас носи име по њему). До 1962. године је радио као пробни пилот на многим типовима борбених и ракетних авиона, забележивши преко 900 летова и 2,400 часова лета. Летео је седам пута између новембра 1960. и јула 1962. године на експерименталном Х-15 авиону, достигавши највишу висину од 63 km, и брзину од 5,74 маха. Током своје каријере летео је на више од 200 типова летелица.
Био је део селекције Man In Space Soonest Ратног ваздухопловства САД, док у августу 1958. програм није укинут, као и Х-20 Dyna Soar програма. Овај програм је такође обустављен, 1963. године, али га је Армстронг напустио годину дана раније. Септембра 1962. постао је астронаут.

## Астронаут
Године 1958. Армстронг је био одабран за програм Man In Space Soonest Америчког ратног ваздухопловства. Новембра 1960, је изабран да буде део пилотске консултантске група за X-20 Dyna-Soar, војни свемирски авион који је развијала компанија Боинг за Америчко ратно ваздухопловство, и 15. марта 1962, је изабран да буде један од седам пилота-инжењера који ће летети у свемир тим новим авионом.
У месецима након најаве да се траже кандидати за другу групу НАСА астронаута, Армстронг је постајао све више заинтересован за могућности Аполо програма али и за истраживање новог аеронаутичког окружења. Армстронгова апликација за астронаута је стигла око недељу дана након истека рока, 1. јуна 1962. Дик Деј, са којим је Армстронг блиско сарађивао у Едвардсу, је уочио закаснелу апликацију и убацио је у свежањ пре него што је било ко приметио. У ваздухопловној бази Брукс на крају јуна, Армстронг је прошао кроз медицински преглед који су многи кандидати описали као мукотрпан и често наизглед бесмислен.
Дик Слејтон је позвао Армстронга 13. септембра 1962, и питао да ли би био заинтересован да се придружи НАСА астронаутском корпусу као део оног што је штампа називала „Нових девет“; Армстронг је без оклевања прихватио. Селекција је држана у тајности још три дана, мада су новинске спекулације кружиле раније те године да ће он бити изабран као „први цивилни астронаут“. Армстронг је био један од два цивилна пилота који су изабрани за другу групу; други је био Елиот Си, исто тако бивши поморски пилот. Си је требало да командује пројектом Џемини 9, али је погинуо у паду Т-38 авиона 1966. године, у коме је такође изгубио живот пилот Чарлс Басет. Армстронг је био први амерички цивил у космосу, док је први цивил била Валентина Терешкова из Совјетског Савеза, скоро три године раније. Текстилни радник и аматерски падобранац, она је била на летилици Восток 6 кад је лансирана 16. јуна 1963.

### Пројекат Џемини
Након што је прошао обуку за астронаута, одређен је за резервног командног пилота на мисији Џемини 5 1965. године. Свој први лет у свемир искусио је као командни пилот мисије Џемини 8. Један је од ретких астронаута који су добили прилику да командују својим првим летом. Приликом лета са овим васионским бродом извршио је 16. марта 1966. први успешно пристајање уз другу васионску летелицу у лету и спајање с њом. Током овог лета, Армстронгов колега Дејвид Скот је требало да постане други Американац у шетњи отвореним свемиром. Међутим, у тренутку док је њихов брод био повезан са циљаном летелицом, дошло је до техничког квара који је проузроковао убрзано окретање и претио је најгори сценарио, који је избегнут захваљујући Армстронговој хладнокрвности, који је ресетовао систем. То је уједно значило и моментални повратак на Земљу, па је овај десеточасовни лет остао упамћен као прва ванредна ситуација Американаца у свемиру. Након тога, Армстронг је био и резервни командни пилот на мисији Џемини 11, у септембру 1966.

### Аполо програм
Након несреће на Аполу 1 јануара 1967. године, амерички космички програм је пролонгиран на неко време. Прва наредна дужност коју је обављао Армстронг била је на месту резервног команданта мисије Аполо 8, у децембру 1968. Као командант летелице Аполо 11 извршио је успешно лет на Месец и ступио на његово тле 20. јула 1969, у 10 сати и 56 минута по источноамеричком времену.
Приликом посете Југославији са члановима експедиције (Мајклом Колинсом и Едвином Олдрином), октобра 1969, одликован је Орденом југословенске звезде с лентом.

#### Аполо 11
Након што је Армстронг служио као резервни заповедник за Аполо 8, Слејтон му је 23. децембра 1968. понудио позицију заповедника Апола 11, док је Аполо 8 кружио око Месеца. На састанку за који се није знало до објављивања Армстронгове биографије 2005. године, Слејтон му је рекао да мада је планирана посада била: Армстронг као заповедник, Баз Олдрин као пилот лунарног модула и Макл Колинс као пилот командног модула, да он може да замени Олдрина са Џимом Лавелом. Након једнодневног размишљања, Армстронг је одговорио Слејтону да ће задржати Олдрина, јер није имао проблема да ради с њим и да сматра да Лавел треба да има своју сопствену команду. Замењивање Олдрина са Лавелом би учинило Лавела пилотом лунарног модула, незванично најниже рангираним чланом, и Армстронг није могао да оправда стављање Лавела, заповедника летилице Џемини 12, на позицију број 3 посаде.
На састанку марта 1969. између Слејтона, Џорџа Лоуа, Боба Гилрута, и Криса Крафта је одлучено да ће Армстронг бити прва особа на Месецу, делом зато што је руководство НАСА-е видело Армстронга као особу која нема велики его. На конференцији за штампу одржаној 14. априла 1969, образложено је да је дизајн ЛМ кабине разлог зашто ће Армстронг бити први; врата су се отварала на унутра и надесно, те би било тешко да пилот лунарног модула, на десној страни изађе први. Слејтон је додао, „Друго, само на чистој основи протокола, сматрао сам да заповедник треба да буде прва особа која изађе ... Боб Гилрут је одобрио моју одлуку.“ За време њиховог састанка, њих четворица нису знали о начину отварања врата. Овај састанак је први пут описан кад је Крафт написао своју аутобиографију 2001. године. Дана 16. јула 1969. Армстронг је добио полумесец издељан од стиропора од вође лансирне рампе, Гинтера Вендта, који је то описао као кључ за Месец.

### Путовање на Месец
Током лансирања Апола 11, Армстронгово срце је достигло максималну брзину од 110 откуцаја у минути. За њега је први ступањ лета био најбучнији — знатно бучнији од лансирања Џеминија 8 ракетом Титан II — кабина Апола је била релативно већа од капсуле Џеминија. Претпоставља се да је та могућност да се крећу разлог што посада Апола 11 није испаштала од космичке болести, док су чланови ранијих посада имали тај проблем. Армстронг је био посебно срећан, јер је он био склон болести кретања као дете и могао је да осети мучнину након дужих периода аеробатике.
Циљ Апола 11 је превасходно био да безбедно слете, а не да се спусте на прецизно одређену локацију. Након три минута лунарног спуштања, Армстронг је приметио да пролазили поред кратера око две секунде прерано, што је значило да ће Орао вероватно слетети неколико миља изван планиране зоне слетања. Кад је Орлов радар за слетање досегао до површине, неколико аларма због рачунарских грешака се појавило. Први аларм је био под шифром 1202, и поред њихове екстензивне обуке, ни Армстронг ни Олдрин нису знали о чему се ради. Они су благовремено добили информацију од контролера лета Чарлса Дјука из Хјустона да аларми нису проблем, те да су аларми 1202 и 1201 узроковани извршним прекорачењем у рачунару лунарног модула. Као што је објаснио Баз Олдрин у документарној емисији У сенци Месеца, извршна прекорачења су била узрокована његовом одлуком да остави укљученим радар за пристајање током спуштања, тако да је рачунар морао да обради беспотребне радарске податке и није имао довољно времена да изврши све задатке, па је одбацио нископриоритетне. Олдрин је изјавио да то урадио с циљем омогућавања поновног пристајања на командни модул, ако буде неопходно да се мисија прекине, несвестан да ће то узроковати стање прекорачења извршења рачунарских операција.
Кад је Армстронг приметио да се крећу ка области слетања коју није сматрао безбедном, он је преузео ручну контролу над лунарним модулом, и покушао је да нађе област која би изгледала безбедније, што је трајало дуже од очекиваног, и дуже од већине симулација. Из тог разлога је постојала забринутост у контролном центру да ће лунарни модул потрошити залихе горива. Након слетања, Олдрин и Армстронг су сматрали да им је остало горива за око 40 секунди, укључујући гориво за 20 секунди које би морало да се сачува уколико би морали да прекину мисију. Током тренинга, Армстронг је приземљио ЛЛТВ за мање од 15 секунди неколико пута, и он је био сигуран да ЛМ може да преживи директни пад са 50 ft (15 m), ако буде било потребно. Анализа након мисије је показала да је у време слетања било остало горива за 45 до 50 секунди.
Слетање на површину Месеца се догодило неколико секунди након 20:17:40 UTC 20. јула 1969, у које време је једна од три 67 in (1,7 m)-дуге сонде учвршћене на три ноге лунарног модула остварила контакт са површином, светло на панелу лунарног модула је засијало, и Олдрин је то назвао, „контактним светлом“. Армстронг је угасио мотор и рекао, „заустављање“. Како се лунарни модул стабилизовао на површини, Олдрин је рекао, „У реду. Заустављање мотора“, затим су обојица позвали неке ставке контролног пописа након слетања. Након паузе од десет секунди, Дјук је потврдио слетање са, „Чујемо те, Орле“. Армстронг је најавио слетање контролној мисији и свету са речима, „Хјустон, овде је База спокојства. Орао је слетео.“ Олдрин и Армстронг су прославили руковањем и тапкањем по леђима пре него што су се брзо вратили контролном попису задатака који се морају обавити да би се припремио лунарни модул за подизање са Месеца у случају да дође до ванредног стања током првих момената на месечевој површини. Након што је Армстронг потврдио слетање, Дјук поново потврдио, и изразио анксиозност контролера лета: „Roger, Twang -- Tranquility, ми потврђујемо да сте слетели. Овде имате гомилу људи који су скоро поплавели - ми поново дишемо - хвала пуно!“" Током слетања, Армстронгова брзина срца је у једном тренутку достигла 160 откуцаја у минуту, према одељку 12-1 НАСА извештаја за мисију Апола 11.

#### Прва шетња на Месецу
Мада је званични НАСА план лета садржао период одмора посаде пре изласка из капсуле, Армстронг је тражио да се излазак помери за раније време увече, Хјустонског времена. Након што су Армстронг и Олдрин били спремни да изађу, Орао је декомпресован, врата су отворена и Армстронг се спустио низ мердевине први.
На дну степеница Армстронг је рекао, „Ја ћу сад да сиђем са ЛЕМ-а“ (позивајући се на Аполо лунарни модул). Он се окренуо и ставио своју леву чизму на површину Месеца у 2:56 UTC 21. јула 1969, затим је изговорио чувене речи, „Ово је мали корак за човека, али велики скок за човечанство“.
Армстронг је сам припремио свој чувени епиграм. На прес-конференцији након лета, он је рекао да се одлучио за те речи „непосредно пре изласка из ЛМ [лунарног модула].“ У једном интервјуу 1983. године за Esquire Magazine, Армстронг је објаснио Џорџу Плимптону: „Увек сам знао да су постојале добре шансе за повратак на Земљу, али сам мислио да су шансе успешног слетања на месечеву површину око пола-пола ... Већина људи не схвата колико је тешка та мисија била. Тако да није изгледало да има пуно смисла у размишљању о нечему што ћу рећи, ако је тако вероватно да ћемо абортирати слетање.“ Године 2012, његов брат Дин Армстронг је тврдио да му Нил показао напомену с нацртом линије месец дана пре лансирања, мада историчар Андру Чејкин, који је интервјуисао астронаута 1988. године за његову књигу „A Man on the Moon“, оспорава да је он икада тврдио да је произашао са том линијом спонтано током мисије.
Снимци Армстронгове трансмисије не потврђују неодређени члан „a“ пре речи „man“, мада су НАСА и Армстронг инсистирали годинама да су га атмосферске сметње заклониле. Армстронг је изјавио да он никад не би направио такву грешку, мада је након вишеструких слушања снимака, он коначно признао да је изоставио „a“. Он је касније рекао да се „нада да ће му историја опростити што је испустио слог и да ће се разумети да је био подразумеван, чак и ако није био изречен — мада је можда заправо био изречен“.
Постоје тврдње да је акустичком анализом снимака показано присуство недостајућег „a“; Питер Шан Форд, један аустралијски компјутерски програмер, је спровео дигиталну аудио анализу и тврди да Армстронг заправо јесте рекао „a man“, али да је „a“ било неразумно услед ограничења комуникационе технологије тог времена. Форд и Џејмс Р. Хансен, Армстронгов опуномоћени биограф, представили су те налазе Армстронгу и НАСА представницима, који су спровели своју сопствену анализу. Армстронг је сматрао да је Фордова анализа „убедљива“. Међутим, Фордов чланак је био објављен на његовом личном веб сајту уместо у рецензираном научном часопису, те су лингвисти Дејвид Бивер и Марк Либерман писали о њиховом скептицизму у погледу Фордових тврдњи у блогу Language Log. Стога, НАСА-ин транскрипт и даље приказује „a“ у заградама. Једна рецензирана студија из 2016. године је поново извела закључак да је Армстронг изговорио неодређени члан.
Кад је Армстронг направио свој проглас, Глас Америке је био реемитован уживо преко ББЦ и многих других станица широм света. Процењује се да је глобална публика у том тренутку била 450 милиона слушалаца, од тадашње процењене светске популације од 3,631 милијарди људи.
Око 20 минута након првог корака, Олдрин се придружио Армстронгу на површини и постао је други човек који крочио на Месец, и затим су њих двоје почели да обављају своје задатке испитивања колико лако човек може да функционише на површини Месеца. На почетку, они су открили плочу у спомен њиховом лету, а исто тако су поставили заставу САД. Застава која је кориштена у тој мисији има метални штап да је држи хоризонтално у односу на њен стожер. Пошто штап није потпуно истегнут, а застава је била чврсто савијена и спакована током пута, застава је завршила са благо таласастим изгледом, као да је било поветарца. Убрзо након њиховог постављања заставе, председник Ричард Никсон им се обратио телефоном из своје канцеларије. Председник је говорио око једног минута, након чега је Армстронг одговорио током око тридесет секунди.
У фотографским рекордима Апола 11 постоји само пет слика Армстронга делимично приказаног или рефлектованог. Сваки минут мисије је био планиран, тако да је већину фотографских задатака извршио Армстронг са једном Hasselblad камером.
Након што је помогао да се постави рани пакет Аполових научних експеримената, Армстронг је отишао у шетњу до тог што је данас познато као Источни кратер, 65 yd (59 m) источно од ЛМ, што је највеће растојање преваљено од ЛМ на тој мисији. Армстронгов крајњи задатак је био да подсети Олдрина да оставе мали пакет меморијални предмета на преминуле совјетске космонауте Јурија Гагарина и Владимира Комарова, и астронауте Аполо 1 Верџила Грисома, Еда Вајта и Роџера Чафија. Време проведено на површини Месеца током Аполо 11 мисије је било око два и по сата, што је најкраће од свих шест Аполо мисија лунар слетања; сваком од наредних пет спуштања је постепено дат дужи период за активности на површини — посада Апола 17, на пример, провела је око 22 сата истражујући лунарну површину.
У једном интервјуу из 2010. године, Армстронг је објаснио да је НАСА ограничила његов боравак на Месецу на два сата зато што није било познато како ће свемирска одела поднети екстремне температуре Месеца.
Године 2013, фото галерија часописа Popular Science је садржала фотографију Олдрина коју је направио Армстронг, док је његова сопствена слика видљива на Олдриновом шлему као један од најбољих астрономских самопортрета.

## Каријера после НАСА-е
Након мисије Аполо 11, године 1970. је магистрирао аерокосмичку технику на Универзитету Јужне Калифорније. Добитник је неколико почасних доктората. Члан је неколико кућа славних и носилац бројних друштвених признања, цивилних и војних одликовања.
Након што је 1971. године напустио НАСА-у као заменик помоћника администратора за ваздухопловство у централи у Вашингтону, постао је универзитетски професор. Осам година (1971—1979) је предавао на Катедри за аерокосмичку технику Универзитета у Синсинатију, да би се након тога отиснуо у свет бизниса и до 2002. године служио у управним одборима многих компанија.
Године 1985. био је део експедиције највећих истраживача на Северни пол, коју је окупио вођа Мајк Дан. Уз Армстронга, учествовали су Сер Едмунд Хилари (први човек који се попео на Монт Еверест), његов син Питер, потом Патрик Мороу, фотограф и први човек који је освојио седам највиших врхова свих континената, и Стив Фосет, авантуриста који је први балоном без стајања обишао свет.

### Повученост
Будући да се у времену по напуштању НАСА држао подаље од јавности, одбијајући већину интервјуа и јавних наступа, то је довело до веровања да је пустињак. Колега Мајкл Колинс је у својој књизи, пишући о Армстронгу, написао да након што је постао универзитетски професор и преселио се на фарму, да је то било као да се "повукао у свој замак и подигао покретни мост". Армстронг је нашао за забавно Колинсово мишљење, изјавивши на то да "ми који живимо у залеђу сматрамо да су они који живе у центру свих збивања ти који имају проблеме." Историчар Ендру Чајкин је у својој књизи „A Man on the Moon“ истакао да Армстронг јесте живео повучено, али да није био пустињак, додавши у прилог томе Армстронгова учешћа у интервјуима, реклами за компанију "Крајслер" и позицију домаћина једне емисије на кабловској телевизији.
Све до 1993. године, Нил Армстронг је имао обичај да даје аутограме и потписује се на све осим на насловнице, док није сазнао да се његови потписи продају по интернету, а да је већина њих фалсификат, те је престао давати аутограме.
Много година је, такође, имао праксу да шаље писма честитке младим извиђачима који би завредели највиши чин, који је и он сам имао. Ипак, током деведесетих година је са овом праксом престао, верујући да таква писма треба да пишу људи који их лично познају. То је такође допринело стварању мита о Армстронгу као пустињаку.

## Приватни живот и смрт
Нил Армстронг се женио два пута. Први брак је био са Џенет Елизабет Шерон, са којом је имао троје деце: Ерика (* 1957), Карен (1959—1962) и Марка (* 1963). Развели су се 1994, након 38 година брака. Исте године се оженио са петнаест година млађом Керол Хелд Најт, са којом је био у браку до своје смрти.
Нил Армстронг је преминуо 25. августа 2012. у Синсинатију, у осамдесет трећој години живота. У складу са поморском традицијом, кремиран је и пепео му је посут у Атлантик.

## У популарној култури
Глумац Рајан Гозлинг је глумио Армстронгов лик у филму Први човек на Месецу, базираном на књизи о Армстронговом животу.

## Галерија
- Нил Армстронг (за командама Ф9Ф-2 Пантера (С-116)) у Корејском рату, 1951. године
- Нил Армстронг у морнаричкој официрској униформи, 1952. године
- Нил Армстронг испред X-15 авиона, 1960. године
- Нил Армстронг као астронаут НАСА, 1964. године
- Нил Армстронг и Дејвид Скот након слетања „Џеминија 8“, 1966. године
- Нил Армстронг са падобраном након несреће са LLRV летелицом, 1968. године
- Нил Армстронг као командант Апола 11, 1969. године
- Нил Армстронг током мисије Аполо 11, 1969. године
- Нил Армстронг на предавању у Истраживачком центру Ленгли, 1970. године
- Нил Армстронг (први слева) са Аполо астронаутима и космонаутима Сојуза 9 на забави, 1970. године
- Нил Армстронг на обележавању 50 година од лета Џона Глена у свемир, 2012. године